# سایا ساکاکیبارا
سایا ساکاکیبارا (انگلیسی: Saya Sakakibara؛ زادهٔ ۲۳ اوت ۱۹۹۹) دوچرخه‌سوار بی‌ام‌اکس زن ژاپنی‌تبار اهل استرالیا است.
وی در مسابقات کشوری و بین‌المللی در مجموع برندهٔ ۷ مدال طلا، ۳ مدال نقره شده است.